# Guy Hirsch
À ne pas confondre avec Warren M. Hirsch (de), l'homonyme de la Conjecture de Hirsch
Pour les articles homonymes, voir Hirsch.
Guy Hirsch (20 septembre 1915 - 4 août 1993)  est un mathématicien et philosophe belge des mathématiques, qui a travaillé sur la topologie algébrique et l'épistémologie des mathématiques.

## Biographie
Il obtient son doctorat à l'université libre de Bruxelles en 1948 avec une thèse intitulée « Contribution à l'étude de la topologie des espaces fibrés » sous la direction d'Alfred Errera (en)
Il devient membre de l'Académie royale flamande de Belgique pour les sciences et les arts en 1973. Il a remporté en 1954 le prix François-Deruyts de l'Académie royale des sciences, lettres et des beaux-arts de Belgique.
En 1947 il devient secrétaire de la Société mathématique de Belgique et rédacteur en chef de son Bulletin.
Il est connu pour le théorème de Leray–Hirsch (en), un résultat de base sur la topologie algébrique des faisceaux de fibrés qu'il a prouvé indépendamment de Jean Leray à la fin des années 1940.

## Publications
Il est l'auteur du chapitre consacré à la topologie dans l'ouvrage collectif Abrégé d'histoire des mathématiques.